# Dasypyrum
Dasypyrum (Coss.& Durieu) T.Durand é um género botânico pertencente à família Poaceae, subfamília Pooideae, tribo Triticeae.
As espécies ocorrem na Europa, África e Ásia.

## Sinônimo
- Haynaldia Schur (SUH)

## Espécies
- Dasypyrum breviaristatum (H. Lindb.) Fred.
- Dasypyrum hordeaceum (Coss. & Durieu) P. Candargy
- Dasypyrum sinaicum (Steud.) P. Candargy
- Dasypyrum villosum (L.) P. Candargy